# Nikes (dal)
A Nikes Frank Ocean amerikai énekes dala, amely 2016. augusztus 20-án jelent meg, mint a második kislemez a Blonde (2016) című stúdióalbumának leső kislemezeként. A dal videóklipje az Apple Music platformon jelent meg és Tyrone Lebon rendezte. Ez Ocean első kislemeze a Super Rich Kids 2013-as megjelenése óta. Ocean szerezte a dalt, a producerek az énekes, Malay és Om’Mas Keith voltak. A dalon énekel a Dirty Projectors korábbi vokalistája, Amber Coffman.
A dalt felhasználták a 2020-as HBO-drámában, az Akik mi vagyunkban.

## Fogadtatás
A Billboard 28. helyre helyezte a 100 Best Pop Songs of 2016 listáján: „Mint az első dal a D’Angelo Black Messiah lemeze óta legnagyobb várakozást keltő albumról, tudni lehetett, hogy a Nikes alapos átvizsgálás alá fog kerülni—de, mint egy újra bemutatkozás, zseniálisan működött. Az első három percében gyerekes magasságra emelt hang hallható, szétszedve a rejtett indítékokat a vágyai és igényei mögött, ügyesen elrejtett iróniával, ahogy a zenei álomvilág átsuhan alatta. Szinte már egy altatóként működik—ami az átmenetet az „igazi” hangjára, amely a második versszakban érkezik meg hirtelen, sokkal hatékonyabbá teszi. A Nikes bebizonyította, hogy Frank Ocean visszatért, sok új érzelemmel, amiről beszélnie kell.”
A Pitchfork 25. helyre helyezte a Nikes-t 2016 100 legjobb dala között.

## Videóklip
A dal videóklipjét csak az Apple Musicon jelentették meg, 2016. augusztus 20-án. Egy interjúban a The Faderrel, Tyrone Lebon, a klip rendezője a következőt mondta: „A vizuális részek azonnal előjöttek, mikor először hallottam a dalt - mind követik a zenét és Frank szövegét.” A videóban cameoszerepe van ASAP Rocky amerikai rappernek, ahogy felmutat egy képet az elhunyt ASAP Yamsről. A videó még megemlékezik Pimp C-ről és Trayvon Martinról. Az NPR 2016 egyik legjobb videójának nevezte.

## Közreműködő előadók
- Frank Ocean – producer, hangszerelés, további programozás
- Malay – producer, hangszerelés, Mellotron, dob programozás
- Om’Mas Keith – producer, hangszerelés, dob programozás
- Amber Coffman – további vokál

## Slágerlisták
| Slágerlista (2016)                        | Legmagasabb pozíció |
| ----------------------------------------- | ------------------- |
| Brit kislemezlista (OCC)                  | 93                  |
| Kanada (Canadian Hot 100)                 | 77                  |
| US Billboard Hot 100                      | 79                  |
| US Hot R&B/Hip-Hop Songs (Billboard)      | 27                  |
| Új-Zéland Heatseekers (Recorded Music NZ) | 3                   |

## Minősítések
| Régió                    | Minősítés  | Példányszám |
| ------------------------ | ---------- | ----------- |
| Egyesült Királyság (BPI) | Ezüstlemez | 200 000     |

## Kiadások
| Régió       | Dátum               | Formátum           | Kiadó          | For.   |
| ----------- | ------------------- | ------------------ | -------------- | ------ |
| Világszerte | 2016. augusztus 20. | digitális letöltés | Boys Don’t Cry | [ 17 ] |